# Эдем (роман)
Эде́м (пол. Eden) — научно-фантастический роман Станислава Лема, написанный в 1958 году. В книге описывается приземление космического корабля землян на планете Эдем и столкновение с местными разумными существами — двутелами (пол. dubelty), цивилизация которых принципиально отличается от земной. Впервые опубликован роман в номерах 211—271 за 1958 год газеты «Trybuna Robotnicza» (Катовице), отдельной книгой — в следующем году варшавским издательством «Iskry».

## Сюжет
Экипаж космического корабля, состоящий из шести человек, терпит крушение на неисследованной планете, которую они называют Эдемом. В романе не упоминаются имена персонажей, только их специальности: Координатор, Инженер, Доктор, Химик, Физик и Кибернетик. Исключение составляет только Инженер, имя которого, Генрих, несколько раз звучит в разговорах героев. После того, как экипажу удается выбраться из вонзившейся в грунт ракеты, они начинают исследовать Эдем и делают попытки восстановить повреждённый корабль.
Они находят и обследуют гигантский завод, автоматическое производство, конечная продукция которого так и остаётся непонятной людям. Вернувшись из вылазки, они обнаруживают, что какое-то существо забралось в ракету и непонятным образом запустило один из силовых агрегатов. Визитёр погибает от удара током, затем его препарируют. Высказывается предположение о разумности существа, которое называют «двутелом» из-за его анатомии.
Наконец удаётся запустить реактор. Теперь в бортовой сети есть электричество, чтобы привести в действие кибернетические системы и рассчитывать на то, что возвращение реально. Кроме того, появляется возможность зарядить энергетические ружья — электрожекторы.
Во время очередной вылазки экипаж обнаруживает, что жители планеты используют транспорт, полупрозрачные вращающиеся диски. В лесу люди находят ров, заполненный телами мёртвых двутелов. На глазах у спрятавшейся группы диск засыпает ров землёй. По дороге назад не успевших укрыться землян обнаруживают с одной из машин. Диск останавливается, из него выходит двутел-водитель вместе с существом, которое создаёт нечто вроде шаровой молнии и направляет её в сторону людей. Люди убивают зверька, а затем и двутела, его натравившего. Тела сжигают разрядами электрожекторов, чтобы не оставлять следов. Удаётся частично разобраться в управлении вращающимся диском, и экипаж едет на нём к ракете. По неловкости происходит авария, диск повисает над обрывом, все целы. Остаток дороги проделывают пешком.
Извлечён из завалов оборудования вездеход, что облегчает разведку и позволяет пополнять запасы воды. Группа обнаруживает поселение. Один из двутелов прибивается к разведчикам и идёт с ними к ракете, но он оказывается примитивен, и установить с ним контакт не удаётся. Возникает подозрение, что двутел слабоумен.
Тем временем двутелы обнаруживают корабль. Прибывает множество дисков и более крупные машины, похожие на волчки. Они пропахивают борозду вокруг ракеты и крутятся по ней, затем уезжают. На следующий день начинается обстрел из подготовленных за ночь устройств, причём почти все попадания приходятся в кольцевую борозду. Выясняется, что их бомбардируют микромеханическими самоорганизующимися устройствами, которые могут «расти», после окончания обстрела из кольца воронок показываются ростки, и за несколько часов вырастает очень прочная стеклянистая стена. Экипаж решает продолжить исследование планеты, поскольку теперь в их распоряжении есть вооружённый излучателем антиматерии — аннигилятором — вездеход «Защитник». Использовав аннигилятор против стеклянной стены, группа из троих людей отправляется далеко за пределы уже изученной территории. Экспедиция обнаруживает город двутелов и издали производит его киносъёмку. По дороге назад людям не удаётся избежать конфликта, и, будучи атакованы, они применяют аннигилятор.
На корабль попадает ещё один двутел. Он оказывается учёным-астрономом, который пошёл на смертельный риск, чтобы установить контакт. В результате общения с ним посредством автоматического переводчика («калькулятора») у людей начинает складываться туманная картина цивилизации двутелов.
Примерно за 130 лет до описываемых событий цивилизацию двутелов потрясла серия государственных переворотов. В конце концов, в качестве защитной меры один из последних известных правителей сделался анонимным, после этого центральная власть на планете начала отрицать своё собственное существование, и таким образом стала неуязвимой к любым попыткам её свержения. Предположительно, управление происходит с использованием высокоразвитой отрасли теории информации, название которой калькулятор интерпретирует как «прокрустика» — наука по управлению обществом через создание запрограммированных социальных групп и тотальный контроль над информационными потоками. Изучение теории информации вне специальных учреждений запрещено. Вся официальная информация исходит от неких правителей, которых, по официальной же информации, не существует. То есть она как бы берётся из ниоткуда и строго отмерена для каждого, с тем, чтобы члены общества вели себя так, как запрограммировано невидимыми правителями.
Политическая элита двутелов управляет цивилизацией с помощью общественного контроля, само существование которого отрицается. Пример такого управления — грандиозный генетический эксперимент над населением планеты, который оказался неудачным: после серии генетических операций стали появляться нежизнеспособные или неполноценные двутелы, поэтому эксперимент был свёрнут и объявлен никогда не происходившим. Неполноценные двутелы размещаются в изолированных поселениях, социальная жизнь которых устроена так, что его жители остаются внутри добровольно — в целях самосохранения внутри изолированной группы устанавливается баланс «гневисти» (термин калькулятора, означающий одновременно гнев и ненависть), заставляющий двутелов поселения самоизолироваться внутри социальной группы и не искать контактов с другими группами.
Внезапное появление людей центральным правительством было объяснено сначала как падение метеорита, затем — как высадка враждебных инопланетян, из-за чего власти попытались изолировать место падения ракеты с помощью саморастущих стен. Поняв в общих чертах устройство цивилизации двутелов, люди задаются вопросом: могут ли они помочь двутелам, вмешавшись в их мироустройство. Этот же вопрос они задают и двутелу-учёному, но тот отвечает отрицательно. После некоторой дискуссии команда решает прекратить попытки осуществить первый контакт и готовит ракету к скорому запуску. Они покидают планету как раз вовремя, потому что корабль начинают обстреливать уже всерьёз. Оба гостя добровольно остаются около ракеты и гибнут в огненном выхлопе старта.
Удалившись от планеты, астронавты вновь видят её из космоса как прекрасную опаловую сферу. Они вспоминают, что потерпели крушение, врезавшись по ошибке в атмосферу из-за того, что чрезмерно приблизились к ней на облёте, захотев увидеть её поближе — и что назвали планету Эдемом из-за её поразительной красоты.

## Первые русские издания[1]
На русском языке роман издаётся в переводе Дмитрия Брускина.
- Лем С. Эдем: Главы из романа // Вокруг Света. — М., 1966. — № 8. — С. 53—57, 65—70 (с анонсом о предстоящей публикации в «Звезде»).
- Лем С. Эдем // Звезда. — Л., 1966. — № 9. — С. 100—130; № 10. — С. 87—149.
- Лем С. Эдем // Вахта «Арамиса». — Л.: Лениздат, 1967. — С. 163—401.